# Tumtum Lake
Tumtum Lake är en sjö i Kanada.   Den ligger i provinsen British Columbia, i den centrala delen av landet, 3 200 km väster om huvudstaden Ottawa. Tumtum Lake ligger 670 meter över havet. Arean är 3,9 kvadratkilometer. Den sträcker sig 4,4 kilometer i nord-sydlig riktning, och 2,2 kilometer i öst-västlig riktning.
I omgivningarna runt Tumtum Lake växer i huvudsak barrskog. Trakten runt Tumtum Lake är nära nog obefolkad, med mindre än två invånare per kvadratkilometer.